# Солонівська сільська рада
Солоні́вська сільська́ ра́да — адміністративно-територіальна одиниця та орган місцевого самоврядування в Городнянському районі Чернігівської області. Адміністративний центр — село Солонівка.

## Загальні відомості
Солонівська сільська рада утворена у 1932 році.
- Територія ради: 33,3 км²
- Населення ради: 482 особи (станом на 2001 рік)

## Населені пункти
Сільській раді підпорядковані населені пункти:
- с. Солонівка

## Склад ради
Рада складається з 12 депутатів та голови.
- Голова ради: Деблик Василь Миколайович
- Секретар ради: Шатило Тетяна Олексіївна

### Керівний склад попередніх скликань
| Прізвище, ім'я, по батькові    | Основні відомості                                                 | Дата обрання | Дата звільнення |
| ------------------------------ | ----------------------------------------------------------------- | ------------ | --------------- |
| Заєць Тетяна Анатоліївна       | Сільський голова, 1969 року народження, позапартійна              | 26.03.2006   | 31.10.2010      |
| Багров Олександр В'ячеславович | Сільський голова, 1956 року народження, освіта вища               | 31.10.2010   | 17.01.2012      |
| Деблик Василь Миколайович      | Сільський голова, 1957 року народження, освіта вища, безпартійний | 27.05.2012   |                 |

Примітка: таблиця складена за даними сайту Верховної Ради України

### Депутати
За результатами місцевих виборів 2010 року депутатами ради стали:

#### За суб'єктами висування
| Суб'єкт висування | Кількість обраних депутатів | %    |
| ----------------- | --------------------------- | ---- |
| Партія регіонів   | 5                           | 41,7 |
| Самовисування     | 5                           | 41,7 |
| Єдиний Центр      | 1                           | 8,3  |
| Народна партія    | 1                           | 8,3  |

#### За округами
| № округу        | Прізвище, ім'я, по батькові | Дата визнання обраним | Освіта             | Партійна приналежність                        | Відомості про обраного депутата                       |
| --------------- | --------------------------- | --------------------- | ------------------ | --------------------------------------------- | ----------------------------------------------------- |
| Єдиний Центр    |                             |                       |                    |                                               |                                                       |
| 4               | Заєць Микола Олексійович    | 02.11.2010            | середня            | позапартійний                                 | тимчасово не працює                                   |
| Народна Партія  |                             |                       |                    |                                               |                                                       |
| 3               | Заєць Тетяна Анатоліївна    | 02.11.2010            | вища               | позапартійна                                  | Солонівська сільська рада, голова                     |
| Партія регіонів |                             |                       |                    |                                               |                                                       |
| 1               | Батюк Валентина Михайлівна  | 02.11.2010            | середня            | член Партії регіонів                          | пенсіонер                                             |
| 8               | Любивець Ніна Миколаївна    | 02.11.2010            | середня спеціальна | член Партії регіонів                          | Солонівська сільська рада, бухгалтер                  |
| 9               | Найдьон Валерій Васильович  | 02.11.2010            | вища               | член Партії регіонів                          | Городнянська тепломережа, опалювач                    |
| 10              | Шатило Тетяна Олексіївна    | 02.11.2010            | вища               | член Партії регіонів                          | пенсіонер                                             |
| 12              | Багрова Ніна Михайлівна     | 02.11.2010            | середня            | член Партії регіонів                          | пенсіонер                                             |
| Самовисування   |                             |                       |                    |                                               |                                                       |
| 2               | Крупеніч Тетяна Миколаївна  | 02.11.2010            | вища               | позапартійна                                  | СВК «Лан», бухгалтер                                  |
| 5               | Єрмоленко Лідія Михайлівна  | 02.11.2010            | середня            | позапартійна                                  | Солонівська сільська рада, секретар                   |
| 6               | Пінчук Людмила Іванівна     | 02.11.2010            | середня            | позапартійна                                  | Соціальний територіальний центр, соціальний працівник |
| 7               | Грищенко Михайло Петрович   | 02.11.2010            | середня            | член Всеукраїнського об'єднання «Батьківщина» | тимчасово не працює                                   |
| 11              | Маленко Михайло Миколайович | 02.11.2010            | середня            | член Всеукраїнського об'єднання «Батьківщина» | СВК «Лан», бригадир                                   |